# Малиновка (приток Еловки)
Малиновка — река в России, протекает в Троицко-Печорском районе Республики Коми и Чердынском районе Пермского края. Устье реки находится в 19 км по правому берегу реки Еловка. Длина реки составляет 23 км.
Исток реки в Республике Коми в заболоченном лесном массиве в 30 км к югу от посёлка Якша близ границы с Пермским краем. Исток лежит на водоразделе Волги и Печоры, рядом с истоком Малиновки начинаются небольшие безымянные притоки верхнего течения Волосницы. Малиновка течёт на юг и юго-запад, в нижнем течении втекает в Пермский край. Всё течение проходит по ненаселённому, заболоченному лесу.

## Данные водного реестра
По данным государственного водного реестра России относится к Камскому бассейновому округу, водохозяйственный участок реки — Кама от водомерного поста у села Бондюг до города Березники, речной подбассейн реки — бассейны притоков Камы до впадения Белой. Речной бассейн реки — Кама.
Код объекта в государственном водном реестре — 10010100212111100006345.